# 6 septembre dans les chemins de fer
6 août 6 octobre
Chronologies thématiques
- Croisades
- Sports
- Disney

Cette page concerne les événements qui se sont déroulés un 6 septembre dans les chemins de fer.

## Événements

### XXIesiècle
- 2001 :
  - France : signature d'une convention pour la modernisation et le développement des chemins de fer de Corse entre la SNCF, la collectivité territoriale de Corse et l'État.
  - France : Bombardier remporte l'appel d'offres de la SNCF pour la livraison de 500 autorails dits AGC (Autorail à grande capacité) destinés aux dessertes régionales. Le contrat, de 1,65 milliard d'euros, sera signé le 13 décembre, la SNCF agissant comme mandataire des régions.